# Acteocina inconspicua
Acteocina inconspicua is een slakkensoort uit de familie van de Tornatinidae. De wetenschappelijke naam van de soort is voor het eerst geldig gepubliceerd in 1958 door Olsson & McGinty.